# Зоряні війни (комікс, 1994)
«Зоряні війни» (рос. «Звёздные войны») — російський комікс 1994 року, створений за мотивами фільму «Зоряні війни: Нова надія». Комікс був виданий у Санкт-Петербурзі, Росія, тиражем 20 000 примірників без ліцензії Lucasfilm. Перший графічний роман зі всесвіту «Зоряних воєн», випущений на пострадянському просторі.

## Сюжет
Фактично сюжет твору є стислим і узагальненим переказом ключових сцен фільму «Зоряні війни: Нова надія». Комікс послідовний сюжетній канві. Оригінальні імені та назви при переказі збережені.

### Персонажі
- Дарт Вейдер
- Люк Скайвокер
- Лея Орґана
- Обі-Ван Кенобі
- Палпатін
- Хан Соло
- Чубакка
- С-3РО
- R2-D2

## Художні особливості
Композиція ілюстрацій коміксу відповідає взятим за основу сценам фільму «Зоряні війни: Нова надія». Стилістична відповідність ілюстрацій коміксу першоджерелу досить умовна: сцени рясніють помилками й неточностями, значна кількість стилістичних елементів придумані художником Віктором Запаренком (наприклад, Чубакка зображений одягненим в жилет і камуфляжні штани).
Обкладинка коміксу містить яйце-райце: помітно, що на зображений на ній пілот X-wing Fighter має портретну схожість із Юрієм Гагаріним.

## Культурний вплив

### Колекціонування
У наш час видання є дуже великою рідкістю і цінується серед фанатів всесвіту та колекціонерів.

## Інформація про видання
- Звёздные войны / худ. В. С. Запаренко, за ред. В. В. Дмітрієва. — СПб. : Стайл, 1994. — 20 с. — 20000 прим. — ISBN 5-87602-008-7. Архівовано з джерела 14 серпня 2012